# Alton Priors
Alton Priors is een dorp (village) en in de unitary authority Wiltshire, in het Engelse graafschap Wiltshire.

## Bestuurlijke indeling
Tot 1934 was Alton Priors een civil parish. In 1934 is deze samen met de civil parish Alton Barnes opgegaan in het toen opgerichte civil parish Alton.